# José Luis Chilavert
José Luis Félix Chilavert González (Luque, 27 juli 1965) is een voormalig Paraguayaans profvoetballer, die speelde als doelman. Hij was actief bij Sportivo Luqueño, Club Guaraní, Vélez Sársfield, Peñarol, RC Strasbourg, Real Zaragoza en San Lorenzo. Ook verdedigde hij 74 interlands het doel voor het Paraguayaans voetbalelftal. Als doelman werd Chilavert gerespecteerd om zijn vrije trappen en strafschoppen.

## Biografie

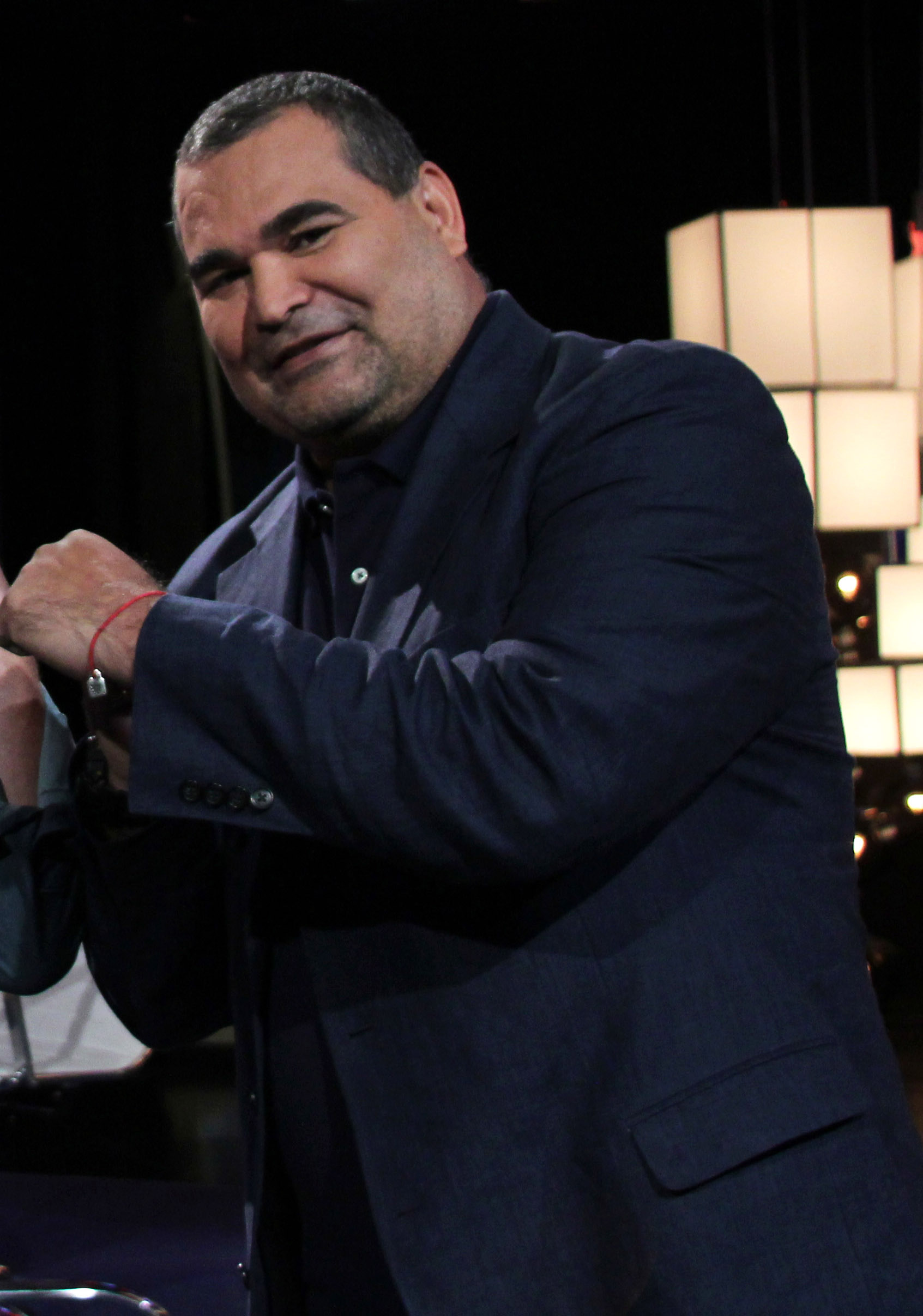
Chilavert, 2014.

Chilavert maakte op 15-jarige leeftijd zijn debuut als doelman bij Sportivo Luqueño, een team dat uitkwam in de Paraguayaanse tweede divisie. In 1989 werd hij voor het eerst opgeroepen om zich te voegen bij de selectie van het Paraguayaans voetbalelftal.
In 1988 vertrok hij van San Lorenzo naar de Spaanse club Real Zaragoza, maar keerde in 1991 terug naar Zuid-Amerika om te spelen bij de Argentijnse club Velez Sarsfield. Met deze club brak José Luis Chilavert internationaal door en won onder meer viermaal de Argentijnse competitie, de Copa Libertadores en de wereldbeker voor clubteams. Ook werd hij de eerste doelman die ooit een hattrick maakte, dit vond plaats in de wedstrijd tegen Ferro Carril Oeste. Na een goed seizoen en WK te hebben gespeeld met Paraguay, dat in de achtste finale verloor van Frankrijk, werd Chilavert in 1998 verkozen tot Wereldkeeper van het jaar.
In 2000 vertrok hij naar de Franse club RC Strasbourg, waarmee hij promoveerde naar de Ligue 1, en de Coupe de France wist te winnen. De prestaties van Chilavert gingen echter achteruit. Zo was hij de laatste maanden bij de Franse club zelden in vorm en kreeg hij overgewicht. Chilavert vertrok naar Uruguay om een korte tijd te spelen voor Peñarol, om vervolgens zijn carrière af te sluiten bij Vélez Sársfield, de club waar hij zijn hoogtepunten had beleefd.
De controversiële Chilavert had ook een aantal tegenstanders. De doelman zorgde graag voor opschudding door het beledigen van politici, officials, scheidsrechters, journalisten, tegenstanders en zelfs medespelers. Daarbij sloot hij geweld niet uit. Zo miste Chilavert het eerste WK-duel tegen Zuid-Afrika op het Wereldkampioenschap voetbal 2002 door een spuugincident na afloop van het kwalificatieduel met Brazilië. Roberto Carlos was het slachtoffer van het incident, dat na de wedstrijd plaatsvond.

## Erelijst
Club Guaraní
- Liga Paraguaya: 1984

 Vélez Sársfield
- Primera División: 1993 Clausura, 1995 Apertura, 1996 Clausura, 1998 Clausura
- Copa Libertadores: 1994
- Wereldbeker voor clubteams: 1994
- Copa Interamericana: 1996
- Supercopa Sudamericana: 1996
- Recopa Sudamericana: 1997

 RC Strasbourg
- Coupe de France: 2001

 Peňarol
- Primera División: 2003

Individueel
- Equipo Ideal de América: 1994, 1995, 1996, 1997, 1998, 1999
- IFFHS Beste doelman van de wereld: 1995, 1997, 1998
- Argentijns voetballer van het jaar: 1996
- Zuid-Amerikaans voetballer van het jaar: 1996
- WK voetbal All-star team: 1998
- FIFA XI: 2001
- World Soccer: Honderd grootste voetballers aller tijden
- IFFHS Legends

## WK-optredens
Chilavert heeft op twee WK-eindronden gespeeld en speelde in totaal zeven wedstrijden, allen als aanvoerder.

### Wereldkampioenschap 1998
- Paraguay 0 - 0 Bulgarije (12 juni 1998, Montpellier)
- Spanje 0 - 0 Paraguay (19 juni 1998, Saint-Étienne)
- Nigeria 1 - 3 Paraguay (24 juni 1998, Toulouse)
- Frankrijk 1 - 0 Paraguay (28 juni 1998, Lens)

### Wereldkampioenschap 2002
Chilavert miste de eerste groepswedstrijd tegen Zuid-Afrika wegens een schorsing.
- Spanje 3 - 1 Paraguay (7 juni 2002, Jeonju)
- Slovenië 1 - 3 Paraguay (12 juni 2002, Seogwipo)
- Duitsland 1 - 0 Paraguay (15 juli 2002, Seogwipo)

### Totaal
| Toernooi | Wedstrijden | Winst | Verlies | Gelijk | Tegengoals | Clean Sheets |
| -------- | ----------- | ----- | ------- | ------ | ---------- | ------------ |
| 1998     | 4           | 1     | 1       | 2      | 2          | 2            |
| 2002     | 3           | 1     | 2       | 0      | 5          | 0            |
| Totaal   | 7           | 2     | 3       | 2      | 7          | 2            |